# 科爾夫
科爾夫是俄羅斯的城鎮，由堪察加邊疆區負責管轄，位於堪察加半島北部，始建於1925年，每年平均降雨量401.1毫米，2009年人口1,179。2006年4月21日，該鎮在黎克特制7.8級地震中受到嚴重破壞。